# Ficus retusa
Ficus retusa, hay cây sâm nhung, si nhân sâm là một loài thực vật có hoa trong họ Moraceae. Loài này được L. mô tả khoa học đầu tiên năm 1767.

## Hình ảnh

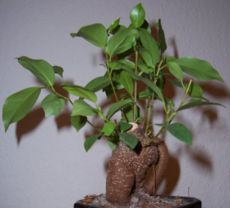
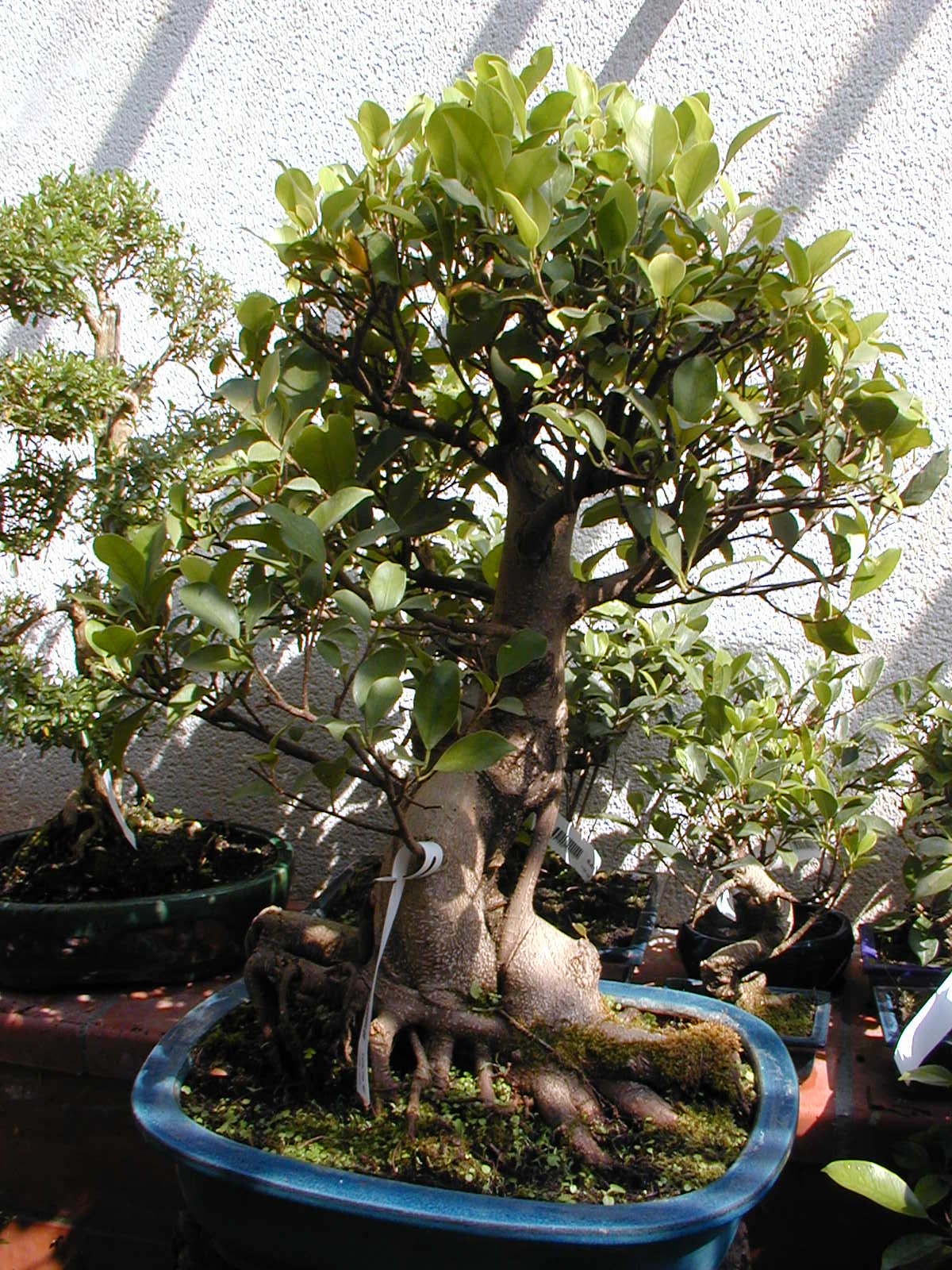
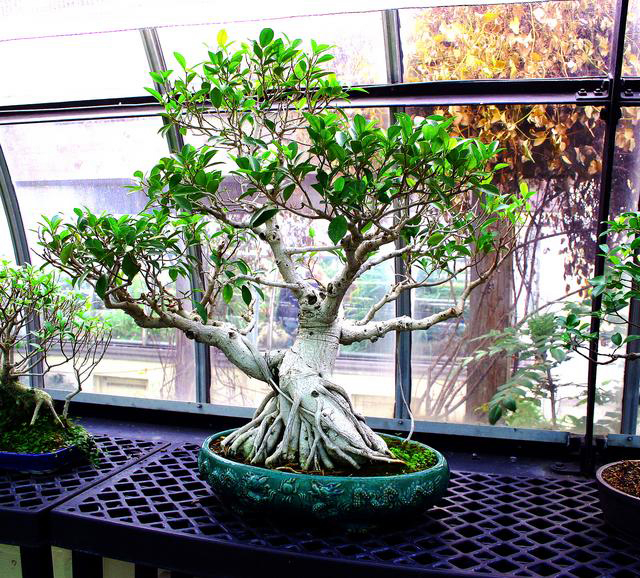
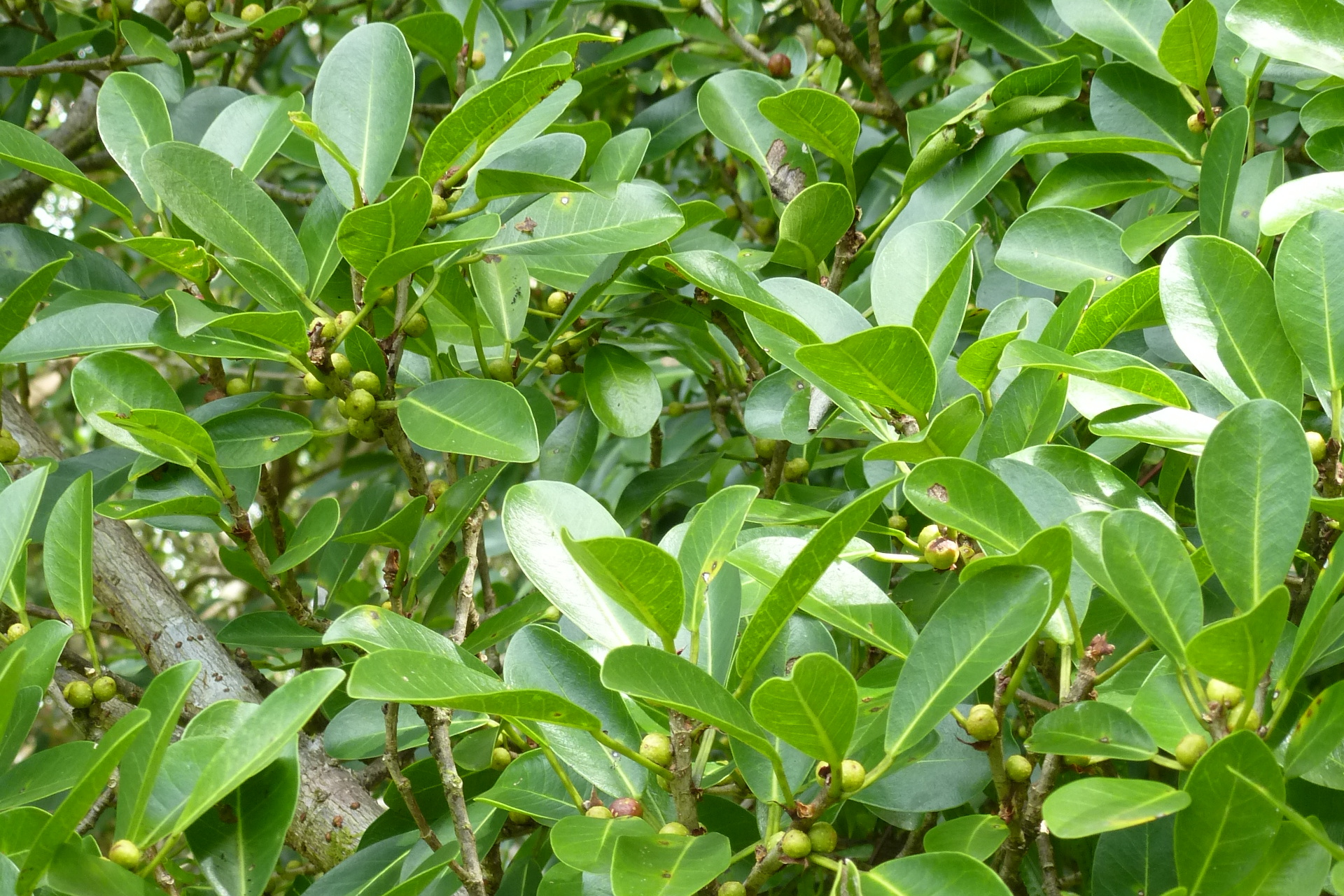